# Eduardo Romero (atleta)
Eduardo Romero Pérez (Agüimes, Gran Canaria, España, 27 de enero de 1999) es un atleta español especializado en mediofondo. Ha sido internacional en 5 ocasiones y varias veces campeón de España en categorías menores.

## Trayectoria deportiva
Nacido en Gran Canaria, creció en el municipio de Agüimes donde, a los 9 años, decidió probar el atletismo. Empezó en el club local, el CD UAVA. Pronto empezó a destacar y, en 2015, logró clasificarse para el Campeonato Mundial Sub-18 que tuvo lugar en Cali, siendo esta su primera vez como internacional.
En 2016, terminaría en la 6.ª plaza del Campeonato Europeo Sub-18 en Tbilisi. Progresando cada vez más, en 2017 lograría ser 8.º en el Campeonato Europeo Sub-20 celebrado en Grosseto. En 2018, asistiría al Campeonato Mundial Sub-20 en la ciudad finlandesa Tampere.
Su mejor prestación en una competición internacional fue en Gävle en el Campeonato Europeo Sub-23 quedándose 4.º, a tan solo 3 centésimas del bronce.

## Competiciones internacionales
| Representando a España en 800 m.l. \| Año \| Competición \| Sede \| Puesto \| Prueba \| Marca \| \| ---- \| --------------------------- \| -------- \| ------ \| -------- \| ------- \| \| 2015 \| Campeonato del Mundo Sub-18 \| Cali \| 26.º \| 800 m.l. \| 1:54.37 \| \| 2016 \| Campeonato de Europa Sub-18 \| Tbilisi \| 6.º \| 800 m.l. \| 1:52.13 \| \| 2017 \| Campeonato de Europa Sub-20 \| Grosseto \| 8.º \| 800 m.l. \| 1:51.80 \| \| 2018 \| Campeonato del Mundo Sub-20 \| Tampere \| 16.º \| 800 m.l. \| 1:49.56 \| \| 2019 \| Campeonato de Europa Sub-23 \| Gävle \| 4.º \| 800 m.l. \| 1:49.39 \| | Representando a España en 800 m.l. \| Año \| Competición \| Sede \| Puesto \| Prueba \| Marca \| \| ---- \| --------------------------- \| -------- \| ------ \| -------- \| ------- \| \| 2015 \| Campeonato del Mundo Sub-18 \| Cali \| 26.º \| 800 m.l. \| 1:54.37 \| \| 2016 \| Campeonato de Europa Sub-18 \| Tbilisi \| 6.º \| 800 m.l. \| 1:52.13 \| \| 2017 \| Campeonato de Europa Sub-20 \| Grosseto \| 8.º \| 800 m.l. \| 1:51.80 \| \| 2018 \| Campeonato del Mundo Sub-20 \| Tampere \| 16.º \| 800 m.l. \| 1:49.56 \| \| 2019 \| Campeonato de Europa Sub-23 \| Gävle \| 4.º \| 800 m.l. \| 1:49.39 \| | Representando a España en 800 m.l. \| Año \| Competición \| Sede \| Puesto \| Prueba \| Marca \| \| ---- \| --------------------------- \| -------- \| ------ \| -------- \| ------- \| \| 2015 \| Campeonato del Mundo Sub-18 \| Cali \| 26.º \| 800 m.l. \| 1:54.37 \| \| 2016 \| Campeonato de Europa Sub-18 \| Tbilisi \| 6.º \| 800 m.l. \| 1:52.13 \| \| 2017 \| Campeonato de Europa Sub-20 \| Grosseto \| 8.º \| 800 m.l. \| 1:51.80 \| \| 2018 \| Campeonato del Mundo Sub-20 \| Tampere \| 16.º \| 800 m.l. \| 1:49.56 \| \| 2019 \| Campeonato de Europa Sub-23 \| Gävle \| 4.º \| 800 m.l. \| 1:49.39 \| | Representando a España en 800 m.l. \| Año \| Competición \| Sede \| Puesto \| Prueba \| Marca \| \| ---- \| --------------------------- \| -------- \| ------ \| -------- \| ------- \| \| 2015 \| Campeonato del Mundo Sub-18 \| Cali \| 26.º \| 800 m.l. \| 1:54.37 \| \| 2016 \| Campeonato de Europa Sub-18 \| Tbilisi \| 6.º \| 800 m.l. \| 1:52.13 \| \| 2017 \| Campeonato de Europa Sub-20 \| Grosseto \| 8.º \| 800 m.l. \| 1:51.80 \| \| 2018 \| Campeonato del Mundo Sub-20 \| Tampere \| 16.º \| 800 m.l. \| 1:49.56 \| \| 2019 \| Campeonato de Europa Sub-23 \| Gävle \| 4.º \| 800 m.l. \| 1:49.39 \| | Representando a España en 800 m.l. \| Año \| Competición \| Sede \| Puesto \| Prueba \| Marca \| \| ---- \| --------------------------- \| -------- \| ------ \| -------- \| ------- \| \| 2015 \| Campeonato del Mundo Sub-18 \| Cali \| 26.º \| 800 m.l. \| 1:54.37 \| \| 2016 \| Campeonato de Europa Sub-18 \| Tbilisi \| 6.º \| 800 m.l. \| 1:52.13 \| \| 2017 \| Campeonato de Europa Sub-20 \| Grosseto \| 8.º \| 800 m.l. \| 1:51.80 \| \| 2018 \| Campeonato del Mundo Sub-20 \| Tampere \| 16.º \| 800 m.l. \| 1:49.56 \| \| 2019 \| Campeonato de Europa Sub-23 \| Gävle \| 4.º \| 800 m.l. \| 1:49.39 \| | Representando a España en 800 m.l. \| Año \| Competición \| Sede \| Puesto \| Prueba \| Marca \| \| ---- \| --------------------------- \| -------- \| ------ \| -------- \| ------- \| \| 2015 \| Campeonato del Mundo Sub-18 \| Cali \| 26.º \| 800 m.l. \| 1:54.37 \| \| 2016 \| Campeonato de Europa Sub-18 \| Tbilisi \| 6.º \| 800 m.l. \| 1:52.13 \| \| 2017 \| Campeonato de Europa Sub-20 \| Grosseto \| 8.º \| 800 m.l. \| 1:51.80 \| \| 2018 \| Campeonato del Mundo Sub-20 \| Tampere \| 16.º \| 800 m.l. \| 1:49.56 \| \| 2019 \| Campeonato de Europa Sub-23 \| Gävle \| 4.º \| 800 m.l. \| 1:49.39 \| |
| Año | Competición | Sede | Puesto | Prueba | Marca |
| --- | --- | --- | --- | --- | --- |
| 2015 | Campeonato del Mundo Sub-18 | Cali | 26.º | 800 m.l. | 1:54.37 |
| 2016 | Campeonato de Europa Sub-18 | Tbilisi | 6.º | 800 m.l. | 1:52.13 |
| 2017 | Campeonato de Europa Sub-20 | Grosseto | 8.º | 800 m.l. | 1:51.80 |
| 2018 | Campeonato del Mundo Sub-20 | Tampere | 16.º | 800 m.l. | 1:49.56 |
| 2019 | Campeonato de Europa Sub-23 | Gävle | 4.º | 800 m.l. | 1:49.39 |

## Marcas personales
Aire Libre
| Prueba    | Marca   | Lugar     | Fecha                  |
| --------- | ------- | --------- | ---------------------- |
| 800 m.l.  | 1:46.10 | Castellón | 16 de junio de 2022    |
| 1500 m l. | 3:40.00 | Soria     | 4 de junio de 2022     |
| 10 km     | 30:38   | Valencia  | 1 de diciembre de 2019 |

Otras pruebas
| Prueba   | Marca   | Lugar                 | Fecha                    |
| -------- | ------- | --------------------- | ------------------------ |
| 400 m.l. | 48.8    | Vigo                  | 1 de julio de 2017       |
| 500 m.l. | 1:03.74 | Barcelona-SE          | 22 de septiembre de 2020 |
| 600 m.l. | 1:18.27 | Sta. Cruz de Tenerife | 25 de julio de 2020      |
| 1000 ml. | 2:21.52 | Ibiza                 | 18 de mayo de 2019       |

Pista Cubierta
| Prueba    | Marca   | Lugar    | Fecha                 |
| --------- | ------- | -------- | --------------------- |
| 800 m.l.  | 1:48.31 | Sabadell | 19 de febrero de 2020 |
| 1500 m l. | 3:41.84 | Sabadell | 26 de febrero de 2022 |

1. ↑  Tiempo manual